# Gestión de la demanda energética
La Gestión de la demanda energética permite que se produzca la misma cantidad de energía de la que se consume. La energía eléctrica no se almacena en los cables y si no se regulase aparecerían desequilibrios.
Para regular la gestión energética se utilizan distintos tipos de centrales: base, que producen mucha energía y muy barata, pero son muy poco flexibles a la hora de adaptarse a la demanda, las de pico producen energía más cara, pero se adaptan rápidamente a la demanda.
También se hacen previsiones de demanda y de generación según la meteorología (eólica, solar), además de subastas para regular que proveedores vende la electricidad.
En España el organismo que gestiona la red eléctrica es Red Eléctrica Española
El Sistema de Gestión Energética es parte del sistema de gestión de una organización en forma de ciclo continuo de planificación, implantación, verificación y mejora de las acciones que se llevan a cabo para el cumplimiento de sus obligaciones energéticas.
Beneficios de un sistema de gestión energética para una organización:
El mayor beneficio de un Sistema de Gestión Energética, mediante el cumplimiento de la norma UNE EN 16001 es fomentar la eficiencia energética de las empresas con su correspondiente ahorro económico y energético, logrando de esta manera disminuir las emisiones de gases de efecto invernadero. 
Otros de los beneficios asociados a este sistema gestión son:
- Reducción del consumo energético y la intensidad energética.
- Mejoras competitivas y de imagen.
- Mejora de la eficiencia energética de los procesos.
- Mejora notablemente el control de costes.
- Aumento de la transparencia y el diálogo con las partes interesadas.
- Fomenta la innovación tecnológica.
- Cumplimiento legal de la organización en materia energética.
- Valoración positiva en la contratación pública como indica el actual Plan de Ahorro y Eficiencia Energética.
- Reducción de las emisiones directas e indirectas de gases de efecto invernadero.
- Reducción y retraso de las reinversiones en equipos
- Aumento del tiempo operativo de la instalación